# Selenops caney
Espèce
Selenops caney est une espèce d'araignées aranéomorphes de la famille des Selenopidae.

## Distribution
Cette espèce est endémique de la  province de Santiago de Cuba à Cuba,. Elle se rencontre à Santa María del Loreto, Songo-La Maya.

## Description
La femelle holotype mesure 8,50 mm.

## Étymologie
Son nom d'espèce lui a été donné en référence au lieu de sa découverte, El Caney.

## Publication originale
- Alayón, 2005 : La familia Selenopidae (Arachnida: Araneae) en Cuba. Solenodon, vol. 5, p. 10-52.